# A Nemzetközi Fizikai Diákolimpiák magyar versenyzői
Ez a lista a Nemzetközi Fizikai Diákolimpiák magyar versenyzőit sorolja fel.

## A magyar versenyzők eredményei a diákolimpiák (fordított) időrendi sorrendjében
55. Párizs, Franciaország (2025)
- Tóth Kolos Barnabás (Budapest, Eötvös J. Gimn, 11. oszt.), ezüstérem
- Téti Miklós (Budapest, Fazekas M. Gyak. Ált. Isk. és Gimn., 11. oszt.), ezüstérem
- Bencz Benedek (Budapest, Baár-Madas Református Gimn., 12. oszt.), bronzérem
- Elekes Dorottya (Budapest, Fasori Gimn., 12. oszt.), bronzérem
- Erdélyi Dominik (Budapest, Fazekas M. Gyak. Ált. Isk. és Gimn., 11. oszt.)

54. Iszfahán, Irán (2024)
- Magyar versenyzők nem voltak.

53. Tokió, Japán (2023)
- Bencz Benedek (Budapest, Baár-Madas Református Gimn., 10. oszt.), bronzérem
- Budai Csanád Gyula (Budapest, Deák téri Evangélikus Gimn., 12. oszt.), bronzérem
- Fey Dávid (Budapesti Fazekas M. Gyak. Ált. Isk. és Gimn., 12. oszt.), bronzérem
- Molnár Barnabás (Budapesti Fazekas M. Gyak. Ált. Isk. és Gimn., 12. oszt.), bronzérem
- Molnár-Szabó Vilmos (Budapesti Fazekas M. Gyak. Ált. Isk. és Gimn., 12. oszt.), bronzérem

52. online, Svájc (2022)
- Kovács Balázs Csaba (Hatvani Bajza József Gimnázium, 12. oszt.), aranyérem
- Gurzó József (Budapesti Fazekas M. Gyak. Ált. Isk. és Gimn., 12. oszt.), ezüstérem
- Toronyi András (Budapest, Baár-Madas Református Gimn., 12. oszt.), bronzérem
- Kertész Balázs (Debreceni Református Kollégium Dóczy Gimnáziuma, 12. oszt.), bronzérem
- Bencz Benedek (Budapest, Baár-Madas Református Gimn., 9. oszt.), bronzérem

51. online, Litvánia (2021)
- Kovács Balázs Csaba (Hatvani Bajza József Gimnázium, 11. oszt.), aranyérem
- Bokor Endre (Budapesti Fazekas M. Gyak. Ált. Isk. és Gimn., 12. oszt.), ezüstérem
- Bonifert Balázs (Budapest, Baár-Madas Református Gimn., 12. oszt.), ezüstérem
- Varga Vázsony (Budapesti Fazekas M. Gyak. Ált. Isk. és Gimn., 12. oszt.), bronzérem
- Tóth Ábel (Budapesti Fazekas M. Gyak. Ált. Isk. és Gimn., 12. oszt.), bronzérem

50. Tel Aviv, Izrael (2019)
- Csépányi István (Eger, Szilágyi Erzsébet Gimn., 12, oszt.), bronzérem
- Fajszi Bulcsú (Budapesti Fazekas M. Gyak. Ált. Isk. és Gimn., 11. oszt.), bronzérem
- Fitos Bence (Budapest, Németh László Gimnázium, 12. oszt.), bronzérem
- Póta Balázs (Győr, Révai Miklós Gimn., 12. oszt.), bronzérem
- Elek Péter (Debreceni Ref. Koll. Dóczy Gimnáziuma, 12. oszt.), bronzérem

49. Lisszabon, Portugália (2018)
- Németh Balázs (Budapesti Fazekas M. Gyak. Ált. Isk. és Gimn., 12. oszt.), ezüstérem
- Szakály Marcell (Budapesti Fazekas M. Gyak. Ált. Isk. és Gimn., 12. oszt.), bronzérem
- Marozsák Tóbiás (Budapest, Óbudai Árpád Gimnázium, 12. oszt.), bronzérem
- Elek Péter (Debreceni Ref. Koll. Dóczy Gimnáziuma, 11. oszt.), bronzérem
- Hajdú Csanád (Budapest, Eötvös József Gimn., 12. oszt.), dicséret

48. Yogyakarta, Indonézia (2017)
- Tompa Tamás Lajos (Miskolc, Földes Ferenc Gimn., 12. oszt.), aranyérem
- Németh Balázs (Budapesti Fazekas M. Gyak. Ált. Isk. és Gimn., 11. oszt.), ezüstérem
- Nagy Botond (Zalaegerszeg, Zrínyi Miklós Gimn., 12. oszt.), ezüstérem
- Kovács Péter Tamás (Zalaegerszeg, Zrínyi Miklós Gimn., 12. oszt.), ezüstérem
- Marozsák Tóbiás (Budapest, Óbudai Árpád Gimn., 11. oszt.), ezüstérem

47. Zürich, Svájc (2016)
- Balogh Menyhért (Budapest, Baár-Madas Református Gimn., 12. oszt.), aranyérem
- Sal Kristóf (Budapesti Fazekas M. Gyak. Ált. Isk. és Gimn., 12. oszt.), ezüstérem
- Tompa Tamás Lajos (Miskolc, Földes Ferenc Gimn., 11. o.), ezüstérem
- Kovács Péter Tamás (Zalaegerszeg, Zrínyi Miklós Gimn., 11. oszt.), ezüstérem
- Kasza Bence (Budai Ciszterci Szent Imre Gimnázium, 12. oszt.), bronzérem

46. Mumbai, India (2015)
- Öreg Botond (Budapesti Fazekas M. Gyak. Ált. Isk. és Gimn., 12. oszt.), ezüstérem
- Holczer András (Pécsi Janus Pannonius Gimn., 12. oszt.), ezüstérem
- Sal Kristóf (Budapesti Fazekas M. Gyak. Ált. Isk. és Gimn., 11. oszt.), ezüstérem
- Balogh Menyhért (Budapest, Baár-Madas Református Gimn., 11. oszt.), ezüstérem
- Tompa Tamás Lajos (Miskolc, Földes F. Gimn., 10. oszt.), bronzérem

45. Asztana, Kazahszán (2014)
- Holczer András (Pécs, Janus Pannonius Gimn., 11. oszt.), ezüstérem
- Öreg Botond (Budapesti Fazekas Mihály Ált. Isk. és Gimn., 11. oszt.), ezüstérem
- Takátsy János (Budapest, Városmajori Gimn., 12. oszt.), bronzérem
- Juhász Péter (Budapest, Piarista Gimn., 12. oszt.), bronzérem
- Horicsányi Attila (Eger, Dobó István Gimn., 12. oszt.), dicséret

44. Koppenhága, Dánia (2013)
- Szabó Attila (Pécs, Leőwey Klára Gimn., 12. oszt.), aranyérem
- Kovács Áron Dániel (Budapesti Fazekas Mihály Ált. Isk. és Gimn., 12. oszt.), aranyérem
- Juhász Péter (Budapest, Piarista Gimn., 11. oszt.), ezüstérem
- Jenei Márk (Budapesti Fazekas Mihály Ált. Isk. és Gimn., 12. oszt.), ezüstérem
- Papp Roland (Budapesti Fazekas Mihály Ált. Isk. és Gimn., 11. oszt.), bronzérem

43. Tallinn, Észtország (2012)
- Szabó Attila (Pécs, Leőwey Klára Gimn., 11. oszt.), aranyérem
- Laczkó Zoltán (Szeged, Ságvári Endre Gyak. Gimn., 12. oszt.), ezüstérem
- Papp Roland (Budapesti Fazekas Mihály Ált. Isk. és Gimn., 10. oszt.), ezüstérem
- Juhász Péter (Budapest, Piarista Gimn., 10. oszt.), ezüstérem
- Kovács Áron Dániel (Budapesti Fazekas Mihály Ált. Isk. és Gimn., 11. oszt.), bronzérem

42. Bangkok, Thaiföld (2011)
- Szabó Attila (Pécs, Leőwey Klára Gimn., 10. oszt.), ezüstérem
- Varga Ádám (Szeged, Ságvári Endre Gyak. Gimn., 12. oszt.), ezüstérem
- Börcsök Bence (Szeged, Radnóti Miklós Gimn., 12.oszt.), ezüstérem
- Jéhn Zoltán (Pécs, Babits Mihály Gyak. Gimn., 12. oszt.), bronzérem;
- Budai Ádám (Miskolc, Földes Ferenc Gimn., 12. oszt.), bronzérem

41. Zágráb, Horvátország (2010)
- Jéhn Zoltán (Pécs, Babits Mihály Gyak. Gimn., 11. oszt.), aranyérem
- Varga Ádám (Szeged, Ságvári Endre Gyak. Gimn., 11. oszt.), aranyérem
- Wang Daqian (Budapest, Fazekas M. Főv. Gyak. Gimn., 12. oszt.), aranyérem
- Hegedűs Tamás (Miskolc, Földes Ferenc Gimn., 12. oszt.), bronzérem
- Pálovics Péter (Zalaegerszeg, Zrínyi Miklós Gimn., 12. oszt.), bronzérem

40. Mérida, Mexikó (2009)
- Lovas Lia Izabella (Pécs, Leőwey Klára Gimnázium, 12. oszt.), aranyérem
- Balogh Máté (Budapest, Fazekas Mihály Fővárosi Gyak. Gimnázium, 12. oszt.), ezüstérem
- Farkas Márton Bence (Budapest, Fazekas Mihály Fővárosi Gyak. Gimnázium, 12. oszt.), ezüstérem
- Wang Daqian (Budapest, Fazekas M. Főv. Gyak. Gimn., 11. oszt.), ezüstérem
- Varga Ádám (Szeged, SZTE Ságvári Endre Gyakorló Gimnázium, 10. oszt.), bronzérem

39. Hanoi, Vietnam (2008)
- Szolnoki Lénárd (Debreceni Ref. Koll. Dóczy Gedeon Gimnáziuma, 12. oszt.), ezüstérem
- Balogh Máté (Budapest, Fazekas Mihály Fővárosi Gyakorló Gimnázium, 11. oszt.), bronzérem
- Szalkai Balázs (Veszprém, Lovassy László Gimnázium, 12. oszt.), bronzérem
- Almási Gábor (Pécs, Leőwey Klára Gimnázium, 12. oszt.), bronzérem
- Lovas Lia Izabella (Pécs, Leőwey Klára Gimnázium, 11. oszt), dicséret

38. Iszfahán, Irán (2007)
- Kónya Gábor (Budapest, Fazekas Mihály Fővárosi Gyakorló Gimnázium, 12. oszt.), aranyérem
- Meszéna Balázs (Budapest, Fazekas Mihály Fővárosi Gyak. Gimnázium, 12. oszt.), ezüstérem
- Werner Miklós (ELTE Apáczai Csere János Gyakorló Gimnázium, 12. oszt.), ezüstérem
- Almási Gábor (Pécs, Leőwey Klára Gimnázium, 11. oszt.), bronzérem
- Szolnoki Lénárd (Debreceni Református Kollégium Dóczy Gimnáziuma, 11. oszt.), bronzérem

37. Szingapúr, Szingapúr (2006)
- Halász Gábor (Budapest, Radnóti M. Gyak. Gimn., 12. oszt.), aranyérem
- Kónya Gábor (Budapest, Fazekas Mihály Fővárosi Gyakorló Gimnázium, 11. oszt.), ezüstérem
- Széchenyi Gábor (Szolnok, Verseghy F. Gimn., 12. o.), ezüstérem
- Meszéna Balázs (Budapest, Fazekas Mihály Fővárosi Gyak. Gimnázium, 11. oszt.), ezüstérem
- Molnár András (Budapest, Fazekas Mihály Fővárosi Gyak. Gimnázium, 12. oszt.), ezüstérem

36. Salamanca, Spanyolország (2005)
- Halász Gábor (Budapest, Radnóti M. Gyak. Gimn., 11. oszt.), aranyérem
- Kómár Péter, (Budapest, Fazekas M. Fővárosi Gyak. Gimn., 12. o.), aranyérem
- Kiss Péter (ELTE Apáczai Csere János Gyakorló Gimnázium, 12. oszt.), aranyérem
- Gyenis András (Veszprém, Lovassy L. Gimn., 12. o.), bronzérem
- Varjas Dániel (Dunaújváros, Széchenyi István Gimnázium, 12. o.), bronzérem

35. Pohang, Dél-Korea (2004)
- Horváth Márton (Budapest, Fazekas M. Fővárosi Gyak. Gimn., 12. o.), aranyérem
- Kómár Péter, (Budapest, Fazekas M. Fővárosi Gyak. Gimn., 11. o.), aranyérem
- Mezei Márk (Budapest, Radnóti M. Gyak. Gimn., 12. oszt.), ezüstérem
- Vigh Máté (Pécs, PTE Babits M. Gyak.Gimn., 12. o.), ezüstérem
- Szabó Áron (Debrecen, Fazekas M. Gimn., 12. o.), dicséret

34. Tajpej, Tajvan (2003)
- Balogh László (Budapest, Fazekas M. Fővárosi Gyak. Gimn., 12. o.), ezüstérem
- Tóth Sándor (Csongrád, Batsányi J. Gimn., 12. o.), bronzérem
- Vigh Máté (Pécs, PTE Babits M. Gyak.Gimn., 11. o.), bronzérem
- Szekeres Balázs (Szolnok, Verseghy F. Gimn., 12. o.), bronzérem
- Sarkadi Tamás (Veszprém, Lovassy L. Gimn., 12. o.), dicséret

33. Nusa Dua, Indonézia (2002)
- Siroki László (Debrecen, Fazekas M. Gimn., 12. o.), aranyérem
- Béky Bence (Budapest, Fazekas M. Fővárosi Gyak. Gimn., 12. o.), aranyérem
- Tóth Sándor (Csongrád, Batsányi J. Gimn., 11. o.), aranyérem
- Geresdi Attila (Pécs, Árpád Fejedelem Gimn., 12. o.), ezüstérem
- Pápai Tivadar (Barcs, Dráva Völgye Középisk., 12. o.), bronzérem

32. Antalya, Törökország (2001)
- Siroki László (Debrecen, Fazekas M. Gimn., 11. o.), ezüstérem
- Pozsgay Balázs (Pécs, Magyar-Német Nyelvű Iskolaközpont, 12. o.) ezüstérem
- Varjú Péter (Szeged, Radnóti Miklós Gimn., 12. o.) ezüstérem
- Béky Bence (Budapest, Fazekas M. Fővárosi Gyak. Gimn., 11. o.), bronzérem
- Nagy Ádám (Budapest, Szent István Gimn., 12. o.), bronzérem

31. Leicester, Egyesült Királyság (2000)
- Hegedűs Ákos (Pécs, Ciszterci Rendi Nagy Lajos Gimnázium, 12. o.), aranyérem
- Pozsgay Balázs (Pécs, Magyar-Német Nyelvű Iskolaközpont, 11. o), aranyérem
- Patay Gergely (Debrecen, Tóth Árpád Gimnázium, 12. o.), bronzérem
- Máthé András (Budapest, ELTE Apáczai Csere János Gyak. Gimnázium, 12. o.), bronzérem
- Gáspár Merse Előd (Fazekas Mihály Fővárosi Gyakorló Gimnázium, 12. o.) bronzérem

30. Padova, Olaszország (1999)
- Hegedűs Ákos (Pécs, Ciszterci Rendi Nagy Lajos Gimnázium, 11. o.), aranyérem
- Katona Gergely (Budapest, ELTE Trefort Ágoston Gyakorlóiskola, 12. o), ezüstérem
- Péterfalvi Csaba (Szekszárd, Garay János Gimn., 12. o), ezüstérem
- Gáspár Merse Előd (Fazekas Mihály Fővárosi Gyakorló Gimn., 11. o.), ezüstérem
- Gulyás Nándor (Mezőkovácsháza, Hunyadi János Gimn., 12. o.), bronzérem

29. Reykjavík, Izland (1998)
- Tóth Bálint (Fazekas Mihály Fővárosi Gyakorló Gimnázium, III. o.), bronzérem
- Végh Dávid (Fazekas Mihály Fővárosi Gyakorló Gimnázium, IV. o.), bronzérem
- Zawadowski Ádám (Fazekas Mihály Fővárosi Gyakorló Gimnázium, IV. o.), bronzérem
- Sarlós Ferenc (Baja, III. Béla Gimnázium, IV. o.), bronzérem
- Somogyi Gábor (Debrecen, Tóth Árpád Gimnázium, IV. o.), bronzérem

28. Sudbury, Kanada (1997)
- Várkonyi Péter (Fazekas Mihály Fővárosi Gyakorló Gimn., IV. o.), ezüstérem
- Braun Gábor (Budapest, Szent István Gimn., IV. o.), bronzérem
- Négyesi Gábor (Eger, Szilágyi Erzsébet Gimn., IV. o.), bronzérem
- Koncz Imre (Fazekas Mihály Fővárosi Gyakorló Gimn., IV. o.), dicséret
- Kovács Gábor (Sopron, Berzsenyi Dániel Evangélikus Líceum, IV. o.), dicséret

27. Oslo, Norvégia (1996)
- Perényi Márton (Fazekas Mihály Fővárosi Gyakorló Gimnázium, IV. o.), ezüstérem
- Tóth Gábor Zsolt (Budapest, Árpád Gimnázium, IV. o.), ezüstérem
- Lovas Rezső (Debrecen, KLTE Gyakorló Gimnázium, IV. o.), bronzérem
- Kovács Baldvin (Fazekas Mihály Fővárosi Gyakorló Gimnázium, IV. o.), bronzérem
- Kurucz Zoltán (Szolnok, Varga Katalin Gimnázium, IV. o.), dicséret

26. Canberra, Ausztrália (1995)
- Varga Dezső (Miskolc, Földes Ferenc Gimn., IV. o.), aranyérem
- Horváth Péter (Fazekas Mihály Fővárosi Gyakorló Gimn., IV. o.), ezüstérem
- Kovács Krisztián (Békéscsaba, Kemény Gábor Szki., IV. o.), bronzérem
- Németh Tibor (Győr, Révai Miklós Gimn., IV. o.), bronzérem
- Szabó János Zoltán (Budapest, Apáczai Csere János Gyak. Gimn., IV. o.), bronzérem

25. Peking, Kína (1994)
- Németh Tibor (Győr, Révai M. Gimn., III. o.), dicséret
- Kárpáti Attila (Fazekas Mihály Fővárosi Gyakorló Gimn., IV. o.), dicséret
- Kovács Krisztián (Békéscsaba, Kemény G. Szki., III. o.), dicséret
- Horváth Péter (Fazekas Mihály Fővárosi Gyakorló Gimn., III. o.), dicséret
- Pálfalvi László (Pécs, Apáczai Cs. J. Kéttannyelvű Gimn. IV. o.)

24. Williamsburg, Amerikai Egyesült Államok (1993)
- Katz Sándor (Bonyhád, Petőfi Sándor Evangélikus Gimn., IV. o), aranyérem
- Veres Gábor (Balassagyarmat, Balassi Bálint Ginm, IV. o.), aranyérem
- Molnár Lajos (Debrecen, KLTE Gyak. Gimn., IV. o.), aranyérem
- Urbán Péter (Fazekas Mihály Fővárosi Gyakorló Gimn., IV o.), bronzérem
- Gefferth András (Fazekas Mihály Fővárosi Gyakorló Gimn., IV o.), dicséret

23. Helsinki, Finnország (1992)
- Molnár Dénes (Debrecen, KLTE Gyak. Gimn., IV. o.), második díj
- Kondor Imre (Bp., Trefort Á. Gyak. Gimn., IV. o.), harmadik díj
- Katz Sándor (Bonyhád, Petőfi S. Gimn., III. o.), dicséret
- Kulcsár Béla (Kecskemét, Katona J. Gimn., IV. o), dicséret
- Varjú Katalin (Szeged, Radnóti M. Gimn., IV. o.), dicséret

22. Havanna, Kuba (1991)
- Czirók András (Miskolc, Földes Ferenc Gimn., IV. o.), aranyérem
- Káli Szabolcs (Bp., Fazekas Mihály Főv. Gyak. Gimn., IV. o.), aranyérem
- Falus Péter (Bp., ELTE Trefort Ágoston Gyak. Isk., IV. o.), ezüstérem
- Boncz András (Zalaegerszeg, Zrínyi Miklós Gimn., IV. o.), bronzérem
- Daruka István (Karcag, Gábor Áron Gimn., IV. o.), bronzérem

21. Groningen, Hollandia (1990)
- Rékasi János (Gyöngyös, Berze Nagy J. Gimn., IV. o.), harmadik díj
- Csilling Ákos (Bp., Fazekas M. Gimn., IV. o.), harmadik díj
- Boncz András (Zalaegerszeg, Zrínyi M. Gimn., III. o.), harmadik díj
- Németh István (Bp., Fazekas M. Gimn., IV. o.), dicséret
- Juhász Attila (Bp., Apáczai Csere J. Gimn., IV. o.)

20. Varsó, Lengyelország (1989)
- Késmárki Szabolcs (Kecskemét, Bányai Júlia Gimn., IV. o.), első díj
- Szabó Szilárd (Budapest, Apáczai Csere J. Gimn., IV. o.), második díj
- Felső Gábor (Budapest, Apáczai Csere J. Gimn., IV. o.), második díj
- Hidvégi Zoltán (Budapest, Árpád Gimn., IV. o.), harmadik díj
- Károlyi Antal (Budapest, I. István Gimn., IV. o.)

19. Bad Ischl, Ausztria (1988)
- Drasny Gábor (Budapest, Fazekas Mihály Gyak. Gimnázium, IV. o.), első díj
- Miskolczi Norbert (Pécs, Leőwey Klára Gimnázium, IV. o.), második díj
- Hauer Tamás (Budapest, Apáczai Csere János Gyak. Gimnázium, IV. o.), második díj
- Csáki Csaba (Budapest, Apáczai Csere János Gyak. Gimnázium, IV.o.), harmadik díj
- Fucskár Attila (Budapest, Kaffka Margit Gimnázium, IV. o.), harmadik díj

18. Jéna, NDK (1987)
- Drasny Gábor (Budapest, Fazekas M. Gimn. III. o.), második díj
- Szokoly Gyula (Budapest, Fazekas M. Gimn. IV. o.), harmadik díj
- Zaránd Gergely (Budapest, Piarista Gimn. IV. o.), harmadik díj
- Vasy András (Budapest, Apáczai Csere J. Gimn. III. o.), dicséret
- Balogh Péter (Mezőkövesd, I. László Gimn. IV. o), dicséret

17. London, Egyesült Királyság (1986)
- Kántor Zoltán (Kecskemét, Katona J. Gimn. IV. o.), bronzérem
- Jakovác Antal (Budapest, Apáczai Gimnázium, IV. o.), bronzérem
- Kaiser András (Budapest, Fazekas M. Gimn. IV. o.), bronzérem
- Leitereg András (Budapest, Móricz Zsigmond Gimnázium, IV. o.), dicséret
- Tasnádi Tamás (Budapest, I. István Gimnázium, III. o.), dicséret

16. Portorož, Jugoszlávia (1985)
- Egyed Zoltán (Budapest, Apáczai Csere János Gyakorló Gimnázium, IV. o.), második díj
- Jakovác Antal (Budapest, Apáczai Csere János Gyakorló Gimnázium, III. o.), harmadik díj
- Németh-Buhin Ákos (Budapest, Fazekas Mihály Gyakorló Gimnázium, IV. o.), dicséret
- Kotek Gyula (Pécs, Leőwey Klára Gimnázium, IV. o.)
- Leisztinger Tamás (Budapest, Apáczai Csere János Gyakorló Gimnázium, III. o.)

15. Sigtuna, Svédország (1984)
- Csillag Péter (Budapest, Landler Jenő Szakközépiskola, IV. o.), első díj
- Frigó József (Pécs, Nagy Lajos Gimnázium, IV. o.), harmadik díj
- Fáth Gábor (Budapest, Fazekas Mihály Gyakorló Gimnázium, IV. o.), harmadik díj
- Erdős László (Budapest, Berzsenyi Dániel Gimnázium, IV. o.), harmadik díj
- Fodor Gyula (Budapest, Móricz Zsigmond Gimnázium, IV. o.), dicséret

14. Bukarest, Románia (1983)
- Fent János (Budapest, Ságvári E. Gyak. Gimn., III.o.), harmadik díj
- Náray Miklós (Budapest, I. István Gimn., IV. o.), harmadik díj
- Árkossy Ottó (Esztergom, Dobó K. Gimn., IV. o.), harmadik díj
- Gyuricza Béla (Szolnok, Verseghy F. Gimn., IV. o.), harmadik díj
- Frei Zsolt (Pécs, Nagy L. Gimn., IV. o.), dicséret

13. Malente, Németország (1982)
- Tóth Gábor (Budapest, Fazekas M. Gyak. Gimn., III. o.), első díj
- Mogyorósi András (Vác, Sztáron S. Gimn., IV. o.), első díj
- Szállási Zoltán (Esztergom, Dobó K. Gimn., IV. o.), második díj,
- Földiák Péter (Budapest, Radnóti M. Gyak. Gimn., IV. o.), harmadik díj
- Oszlányi Gábor (Miskolc, Földes F. Gimn., IV. o.), harmadik díj

12. Várna, Bulgária (1981)
- Palasik Sándor (Bonyhád, Petőfi S. G., IV. o.), második díj
- Pöltl János Tamás (Tata, Eötvös G., IV. o.), második díj
- Glück Ferenc (Bp., Apáczai Csere J. G., IV. o.), harmadik díj
- Mogyorósi András (Vác, Sztáron S. G., III. o.), harmadik díj
- Czakó Ferenc (Bp., Fazekas M. Gyak. G., IV. o.), dicséret

11. Moszkva, Szovjetunió (1979)
- Kaufmann Zoltán (Vác, Sztáron Sándor Gimnázium, IV. o.), első díj
- Bene Gyula (Miskolc, Földes F. Gimn., IV. o.), harmadik díj
- Csordás András (Esztergom, Dobó K. Gimn., IV. o.), dicséret
- Szalontai Zoltán (Törökszentmiklós, Bercsényi M. Gimn., III. o.), dicséret
- Kulcsár Gábor (Törökszentmiklós, Bercsényi M. Gimn., IV. o.)

10. Hradec Králové, Csehszlovákia (1977)
- Biegl Csaba (Bp., József A. Gimn., IV. o.), harmadik díj
- Dőry István (Bp., Piarista Gimn., IV. o.), harmadik díj
- Kriza György (Bp., Fazekas M. Gyak. Gimn., III. o.), harmadik díj
- Vankó Péter (Bp., Móricz Zs. Gimn., IV. o.), harmadik díj
- Kovács Zsolt (Szolnok, Verseghy F. Gimn., IV. o.), dicséret

9. Budapest, Magyarország (1976)
- Vankó Péter (Budapest, Móricz Zs. Gimn., III. o.), harmadik díj
- Faragó Béla (Csongrád, Batsányi J. Gimn., IV. o.), dicséret
- Gulyás Mihály (Orosháza, Táncsics M. Gimn., IV. o.), dicséret
- Virosztek Attila (Szolnok, Verseghy F. Gimn., IV. o.), dicséret
- Zimányi Gergely (Budapest, Fazekas M. Gyak. Gimn., IV. o.)

8. Güstrow, NDK (1975)
- Schmidt József (Esztergom, Dobó Katalin Gimn., IV. o.), első díj
- Faragó Béla (Csongrád, Batsányi J. Gimn., III. o.), második díj
- Szép Jenő (Budapest, Veres Pálné Gimn., IV. o.), második díj
- Györgyi Géza (Budapest, Fazekas M. Gyak. Gimn., IV. o.), harmadik díj
- Virosztek Attila (Szolnok, Verseghy F. Gimn., III. o.), harmadik díj

7. Varsó, Lengyelország (1974)
- Meszéna Géza (Budapest, Berzsenyi Gimn., IV. o.), első díj
- Pálfalvi György (Győr, Révai Gimn., IV. o.), harmadik díj
- Vladár Károly (Kiskunhalas, Szilády Gimn., IV. o.), harmadik díj
- Ábrahám Tibor (Eger, Gárdonyi Gimn., IV. o.)
- Németh Tibor (Budapest, Berzsenyi Gimn., IV. o.)

6. Bukarest, Románia (1972)
- Szabó Zoltán (Bp., Apáczai Csere Gimn., IV. o.), első díj és két különdíj
- Imhof Gyula (Szekszárd, Garay J. Gimn., IV. o.), harmadik díj és különdíj
- Kövér András (Debrecen, Kossuth L. Gimn., IV. o.), harmadik díj
- Éber Nándor (Bp., Móricz Gimn., IV. o.), harmadik díj
- Gács Lajos (Bp. Landler Techn., IV. o.), dicséret

5. Szófia, Bulgária (1971)
- Tichy-Rács Ádám (Bp., Eötvös Gimn., IV. o.), első díj
- Mosó Tamás (Bp., Eötvös Gimn., IV. o.), második díj
- Iglói Ferenc (Szeged, Radnóti Gimn., IV. o.), harmadik díj
- Gács Lajos (Bp. Landler Techn., III. o.), harmadik díj
- Szabó Zoltán (Bp., Apáczai Csere Gimn., III. o.), dicséret

4. Moszkva, Szovjetunió (1970)
- Kereszturi András (Budapest, Eötvös Gimn., IV. o.), második díj
- Ormos Pál (Szeged, Radnóti Gimn., IV. o.), második díj
- Nagy András (Budapest, Fazekas Gimn., III. o.), harmadik díj
- Sailer Kornél (Ózd, József Attila Gimn., IV. o.), dicséret
- Horváthy Péter (Budapest, Fazekas Gimn., IV. o.), emléklap
- Gyimesi Ferenc (Győr, Révai Gimn., IV. o.), emléklap

3. Brno, Csehszlovákia (1969)
- Maróti Péter (Szeged, Ságvári Gimn., IV. o.), első díj,
- Spitzer József (Budapest, Vörösmarty Gimn., IV. o.), első díj
- Kálmán Péter (Budapest, Apáczai Gimn., IV. o.), első díj
- Andor László (Budapest, Rákóczi Gimn., IV. o.), második díj
- Horváthy Péter (Budapest, Fazekas Gimn., III. o.), második díj

2. Budapest, Magyarország (1968)
- Takács László (Sopron, Széchenyi Gimn., IV. o.), második díj
- Mihály László (Bp. Landler Techn., IV. o.), harmadik díj
- Marossy Ferenc (Budapest, Fazekas Gimn., IV. o.)

1. Varsó, Lengyelország (1967)
- Szalay Sándor (Debrecen, Fazekas Mihály Gimnázium, IV. o.), első díj
- Mihály László (Bp. Landler Techn., III. o.), negyedik díj
- Marossy Ferenc (Budapest, Fazekas Gimn, III. o.), dicséret

## A magyar versenyzők eredményei nevük betűrendi sorrendjében
(Az életkor láttatása kedvéért mindenkinél megadjuk, melyik évben tették le az érettségi vizsgát. Ez egyértelműen mutatja, hogy ki hányadik osztályos volt az egyes diákolimpiákon. Ezt követően az egyes versenyzők eredménye – vagy amennyiben több diákolimpián vett részt – eredményeinek a felsorolása következik. A betűk jelentése: A = első díj/aranyérem, E = második díj/ezüstérem, B = harmadik díj/bronzérem, N = negyedik díj, D = dicséret, L = emléklap, R = résztvevő. Az eredmény fokát jelölő betűk után zárójelben a megfelelő diákolimpiát sorszámmal és évszámmal is megadjuk.)
| Ábrahám Tibor       | (1974) |  | eredménye(i): |  |  | R (7, 1974)                              |
| Almási Gábor        | (2008) |  | eredménye(i): |  |  | B (38, 2007), B (39, 2008)               |
| Andor László        | (1969) |  | eredménye(i): |  |  | E (3, 1969)                              |
| Árkossy Ottó        | (1983) |  | eredménye(i): |  |  | B (14, 1983)                             |
| Balogh László       | (2003) |  | eredménye(i): |  |  | E (34, 2003)                             |
| Balogh Máté         | (2009) |  | eredménye(i): |  |  | B (39, 2008), E (40, 2009)               |
| Balogh Menyhért     | (2016) |  | eredménye(i): |  |  | E (46, 2015), A (47, 2016)               |
| Balogh Péter        | (1987) |  | eredménye(i): |  |  | D (18, 1987)                             |
| Béky Bence          | (2002) |  | eredménye(i): |  |  | B (32, 2001), A (33, 2002)               |
| Bencz Benedek       | (2025) |  | eredménye(i): |  |  | B (52, 2022), B (53, 2023), B (55, 2025) |
| Bene Gyula          | (1979) |  | eredménye(i): |  |  | B (11, 1979)                             |
| Biegl Csaba         | (1977) |  | eredménye(i): |  |  | B (10, 1977)                             |
| Bokor Endre         | (2021) |  | eredménye(i): |  |  | E (51, 2021)                             |
| Boncz András        | (1991) |  | eredménye(i): |  |  | B (21, 1990), B (22, 1991)               |
| Bonifert Balázs     | (2021) |  | eredménye(i): |  |  | E (51, 2021)                             |
| Börcsök Bence       | (2011) |  | eredménye(i): |  |  | E (42, 2011)                             |
| Braun Gábor         | (1997) |  | eredménye(i): |  |  | B (28, 1997)                             |
| Budai Ádám          | (2011) |  | eredménye(i): |  |  | B (42, 2011)                             |
| Budai Csanád Gyula  | (2023) |  | eredménye(i): |  |  | B (53, 2023)                             |
| Czakó Ferenc        | (1981) |  | eredménye(i): |  |  | D (12, 1981)                             |
| Czirók András       | (1991) |  | eredménye(i): |  |  | A (22, 1991)                             |
| Csáki Csaba         | (1988) |  | eredménye(i): |  |  | B (19, 1988)                             |
| Csépányi István     | (2019) |  | eredménye(i): |  |  | B (50, 2019)                             |
| Csillag Péter       | (1984) |  | eredménye(i): |  |  | A (15, 1984)                             |
| Csilling Ákos       | (1990) |  | eredménye(i): |  |  | B (21, 1990)                             |
| Csordás András      | (1979) |  | eredménye(i): |  |  | D (11, 1979)                             |
| Daruka István       | (1991) |  | eredménye(i): |  |  | B (22, 1991)                             |
| Dőry István         | (1977) |  | eredménye(i): |  |  | B (10, 1977)                             |
| Drasny Gábor        | (1988) |  | eredménye(i): |  |  | E (18, 1987), A (19, 1988)               |
| Éber Nándor         | (1972) |  | eredménye(i): |  |  | B (6, 1972)                              |
| Egyed Zoltán        | (1985) |  | eredménye(i): |  |  | E (16, 1985)                             |
| Elek Péter          | (2019) |  | eredménye(i): |  |  | B (49, 2018), B (50, 2019)               |
| Elekes Dorottya     | (2025) |  | eredménye(i): |  |  | B (55, 2025)                             |
| Erdélyi Dominik     | (2026) |  | eredménye(i): |  |  | R (55, 2025)                             |
| Erdős László        | (1984) |  | eredménye(i): |  |  | B (15, 1984)                             |
| Fajszi Bulcsú       | (2020) |  | eredménye(i): |  |  | B (50, 2019)                             |
| Falus Péter         | (1991) |  | eredménye(i): |  |  | E (22, 1991)                             |
| Faragó Béla         | (1976) |  | eredménye(i): |  |  | E (8, 1975), D (9, 1976)                 |
| Farkas Márton Bence | (2009) |  | eredménye(i): |  |  | E (40, 2009)                             |
| Fáth Gábor          | (1984) |  | eredménye(i): |  |  | B (15, 1984)                             |
| Felső Gábor         | (1989) |  | eredménye(i): |  |  | E (20, 1989)                             |
| Fent János          | (1984) |  | eredménye(i): |  |  | B (14, 1983)                             |
| Fey Dávid           | (2023) |  | eredménye(i): |  |  | B (53, 2023)                             |
| Fitos Bence         | (2019) |  | eredménye(i): |  |  | B (50, 2019)                             |
| Fodor Gyula         | (1984) |  | eredménye(i): |  |  | D (15, 1984)                             |
| Földiák Péter       | (1982) |  | eredménye(i): |  |  | B (13, 1982)                             |
| Frei Zsolt          | (1983) |  | eredménye(i): |  |  | D (14, 1983)                             |
| Frigó József        | (1984) |  | eredménye(i): |  |  | B (15, 1984)                             |
| Fucskár Attila      | (1988) |  | eredménye(i): |  |  | B (19, 1988)                             |
| Gács Lajos          | (1972) |  | eredménye(i): |  |  | B (5, 1971), D (6, 1972)                 |
| Gáspár Merse Előd   | (2000) |  | eredménye(i): |  |  | E (30, 1999), B (31, 2000)               |
| Gefferth András     | (1993) |  | eredménye(i): |  |  | D (24, 1993)                             |
| Geresdi Attila      | (2002) |  | eredménye(i): |  |  | E (33, 2002)                             |
| Glück Ferenc        | (1981) |  | eredménye(i): |  |  | B (12, 1981)                             |
| Gulyás Mihály       | (1976) |  | eredménye(i): |  |  | D (9, 1976)                              |
| Gulyás Nándor       | (1999) |  | eredménye(i): |  |  | B (30, 1999)                             |
| Gurzó József        | (2022) |  | eredménye(i): |  |  | E (52, 2022)                             |
| Gyenis András       | (2005) |  | eredménye(i): |  |  | B (36, 2005)                             |
| Gyimesi Ferenc      | (1970) |  | eredménye(i): |  |  | L (4, 1970)                              |
| Györgyi Géza        | (1975) |  | eredménye(i): |  |  | B (8, 1975)                              |
| Gyuricza Béla       | (1983) |  | eredménye(i): |  |  | B (14, 1983)                             |
| Hajdú Csanád        | (2018) |  | eredménye(i): |  |  | D (49, 2018)                             |
| Halász Gábor        | (2006) |  | eredménye(i): |  |  | A (36, 2005), A (37, 2006)               |
| Hauer Tamás         | (1988) |  | eredménye(i): |  |  | E (19, 1988)                             |
| Hegedűs Ákos        | (2000) |  | eredménye(i): |  |  | A (30, 1999), A (31, 2000)               |
| Hegedűs Tamás       | (2010) |  | eredménye(i): |  |  | B (41, 2010)                             |
| Hidvégi Zoltán      | (1989) |  | eredménye(i): |  |  | B (20, 1989)                             |
| Holczer András      | (2015) |  | eredménye(i): |  |  | E (45, 2014), E (46, 2015)               |
| Horicsányi Attila   | (2014) |  | eredménye(i): |  |  | D (45, 2014)                             |
| Horváth Márton      | (2004) |  | eredménye(i): |  |  | A (35, 2004)                             |
| Horváth Péter       | (1995) |  | eredménye(i): |  |  | D (25, 1994), E (26, 1995)               |
| Horváthy Péter      | (1970) |  | eredménye(i): |  |  | E (3, 1969), L (4, 1970)                 |
| Iglói Ferenc        | (1971) |  | eredménye(i): |  |  | B (5, 1971)                              |
| Imhof Gyula         | (1972) |  | eredménye(i): |  |  | B (6, 1972)                              |
| Jakovác Antal       | (1986) |  | eredménye(i): |  |  | B (16, 1985), B (17, 1986)               |
| Jéhn Zoltán         | (2011) |  | eredménye(i): |  |  | A (41, 2010), B (42, 2011)               |
| Jenei Márk          | (2013) |  | eredménye(i): |  |  | E (44, 2013)                             |
| Juhász Attila       | (1990) |  | eredménye(i): |  |  | R (21, 1990)                             |
| Juhász Péter        | (2014) |  | eredménye(i): |  |  | E (43, 2012), E (44, 2013), B (45, 2014) |
| Kaiser András       | (1986) |  | eredménye(i): |  |  | B (17, 1986)                             |
| Káli Szabolcs       | (1991) |  | eredménye(i): |  |  | A (22, 1991)                             |
| Kálmán Péter        | (1969) |  | eredménye(i): |  |  | A (3, 1969)                              |
| Kántor Zoltán       | (1986) |  | eredménye(i): |  |  | B (17, 1986)                             |
| Károlyi Antal       | (1989) |  | eredménye(i): |  |  | R (20, 1989)                             |
| Kárpáti Attila      | (1994) |  | eredménye(i): |  |  | D (25, 1994)                             |
| Kasza Bence         | (2016) |  | eredménye(i): |  |  | B (47, 2016)                             |
| Katona Gergely      | (1999) |  | eredménye(i): |  |  | E (30, 1999)                             |
| Katz Sándor         | (1993) |  | eredménye(i): |  |  | D (23, 1992), A (24, 1993)               |
| Kaufmann Zoltán     | (1979) |  | eredménye(i): |  |  | A (11, 1979)                             |
| Kereszturi András   | (1970) |  | eredménye(i): |  |  | E (4, 1970)                              |
| Kertész Balázs      | (2022) |  | eredménye(i): |  |  | B (52, 2022)                             |
| Késmárki Szabolcs   | (1989) |  | eredménye(i): |  |  | A (20, 1989)                             |
| Kiss Péter          | (2005) |  | eredménye(i): |  |  | A (36, 2005)                             |
| Kómár Péter         | (2005) |  | eredménye(i): |  |  | A (35, 2004), A (36, 2005)               |
| Koncz Imre          | (1997) |  | eredménye(i): |  |  | D (28, 1997)                             |
| Kondor Imre         | (1992) |  | eredménye(i): |  |  | B (23, 1992)                             |
| Kónya Gábor         | (2007) |  | eredménye(i): |  |  | E (37, 2006), A (38, 2007)               |
| Kotek Gyula         | (1985) |  | eredménye(i): |  |  | R (16, 1985)                             |
| Kovács Áron Dániel  | (2013) |  | eredménye(i): |  |  | B (43, 2012), A (44, 2013)               |
| Kovács Balázs Csaba | (2022) |  | eredménye(i): |  |  | A (51, 2021), A (52, 2022)               |
| Kovács Baldvin      | (1996) |  | eredménye(i): |  |  | B (27, 1996)                             |
| Kovács Gábor        | (1997) |  | eredménye(i): |  |  | D (28, 1997)                             |
| Kovács Krisztián    | (1995) |  | eredménye(i): |  |  | D (25, 1994), B (26, 1995)               |
| Kovács Péter Tamás  | (2017) |  | eredménye(i): |  |  | E (47, 2016), E (48, 2017)               |
| Kovács Zsolt        | (1977) |  | eredménye(i): |  |  | D (10, 1977)                             |
| Kövér András        | (1972) |  | eredménye(i): |  |  | B (6, 1972)                              |
| Kriza György        | (1978) |  | eredménye(i): |  |  | B (10, 1977)                             |
| Kulcsár Béla        | (1992) |  | eredménye(i): |  |  | D (23, 1992)                             |
| Kulcsár Gábor       | (1979) |  | eredménye(i): |  |  | R (11, 1979)                             |
| Kurucz Zoltán       | (1996) |  | eredménye(i): |  |  | D (27, 1996)                             |
| Laczkó Zoltán       | (2012) |  | eredménye(i): |  |  | E (43, 2012)                             |
| Leisztinger Tamás   | (1986) |  | eredménye(i): |  |  | R (16, 1985)                             |
| Leitereg András     | (1986) |  | eredménye(i): |  |  | D (17, 1986)                             |
| Lovas Lia Izabella  | (2009) |  | eredménye(i): |  |  | D (39, 2008), A (40, 2009)               |
| Lovas Rezső         | (1996) |  | eredménye(i): |  |  | B (27, 1996)                             |
| Marossy Ferenc      | (1968) |  | eredménye(i): |  |  | D (1, 1967), R (2, 1968)                 |
| Maróti Péter        | (1969) |  | eredménye(i): |  |  | A (3, 1969)                              |
| Marozsák Tóbiás     | (2018) |  | eredménye(i): |  |  | E (48, 2017), B (49, 2018)               |
| Máthé András        | (2000) |  | eredménye(i): |  |  | B (31, 2000)                             |
| Meszéna Balázs      | (2007) |  | eredménye(i): |  |  | E (37, 2006), E (38, 2007)               |
| Meszéna Géza        | (1974) |  | eredménye(i): |  |  | A (7, 1974)                              |
| Mezei Márk          | (2004) |  | eredménye(i): |  |  | E (35, 2004)                             |
| Mihály László       | (1968) |  | eredménye(i): |  |  | N (1, 1967), B (2, 1968)                 |
| Miskolczi Norbert   | (1988) |  | eredménye(i): |  |  | E (19, 1988)                             |
| Mogyorósi András    | (1982) |  | eredménye(i): |  |  | B (12, 1981), A (13, 1982)               |
| Molnár András       | (2007) |  | eredménye(i): |  |  | E (37, 2006)                             |
| Molnár Barnabás     | (2023) |  | eredménye(i): |  |  | B (53, 2023)                             |
| Molnár Dénes        | (1992) |  | eredménye(i): |  |  | E (23, 1992)                             |
| Molnár Lajos        | (1993) |  | eredménye(i): |  |  | A (24, 1993)                             |
| Molnár-Szabó Vilmos | (2023) |  | eredménye(i): |  |  | B (53, 2023)                             |
| Mosó Tamás          | (1971) |  | eredménye(i): |  |  | E (5, 1971)                              |
| Nagy Ádám           | (2001) |  | eredménye(i): |  |  | B (32, 2001)                             |
| Nagy András         | (1971) |  | eredménye(i): |  |  | B (4, 1970)                              |
| Nagy Botond         | (2017) |  | eredménye(i): |  |  | E (48, 2017)                             |
| Náray Miklós        | (1983) |  | eredménye(i): |  |  | B (14, 1983)                             |
| Négyesi Gábor       | (1997) |  | eredménye(i): |  |  | B (28, 1997)                             |
| Németh Balázs       | (2018) |  | eredménye(i): |  |  | E (48, 2017), E (49, 2018)               |
| Németh István       | (1990) |  | eredménye(i): |  |  | D (21, 1990)                             |
| Németh Tibor        | (1974) |  | eredménye(i): |  |  | R (7, 1974)                              |
| Németh Tibor        | (1995) |  | eredménye(i): |  |  | D (25, 1994), B (26, 1995)               |
| Németh-Buhin Ákos   | (1985) |  | eredménye(i): |  |  | D (16, 1985)                             |
| Ormos Pál           | (1970) |  | eredménye(i): |  |  | E (4, 1970)                              |
| Oszlányi Gábor      | (1982) |  | eredménye(i): |  |  | B (13, 1982)                             |
| Öreg Botond         | (2015) |  | eredménye(i): |  |  | E (45, 2014), E (46, 2015)               |
| Palasik Sándor      | (1981) |  | eredménye(i): |  |  | E (12, 1981)                             |
| Pálfalvi György     | (1974) |  | eredménye(i): |  |  | B (7, 1974)                              |
| Pálfalvi László     | (1994) |  | eredménye(i): |  |  | R (25, 1994)                             |
| Pálovics Péter      | (2010) |  | eredménye(i): |  |  | B (41, 2010)                             |
| Pápai Tivadar       | (2002) |  | eredménye(i): |  |  | B (33, 2002)                             |
| Papp Roland         | (2014) |  | eredménye(i): |  |  | E (43, 2012), E (44, 2013)               |
| Patay Gergely       | (2000) |  | eredménye(i): |  |  | B (31, 2000)                             |
| Perényi Márton      | (1996) |  | eredménye(i): |  |  | E (27, 1996)                             |
| Péterfalvi Csaba    | (1999) |  | eredménye(i): |  |  | E (30, 1999)                             |
| Póta Balázs         | (2019) |  | eredménye(i): |  |  | B (50, 2019)                             |
| Pozsgay Balázs      | (2001) |  | eredménye(i): |  |  | A (31, 2000), E (32, 2001)               |
| Pöltl János Tamás   | (1981) |  | eredménye(i): |  |  | E (12, 1981)                             |
| Rékasi János        | (1990) |  | eredménye(i): |  |  | B (21, 1990)                             |
| Sailer Kornél       | (1970) |  | eredménye(i): |  |  | D (4, 1970)                              |
| Sal Kristóf         | (2015) |  | eredménye(i): |  |  | E (46, 2015), E (47, 2016)               |
| Sarkadi Tamás       | (2003) |  | eredménye(i): |  |  | D (34, 2003)                             |
| Sarlós Ferenc       | (1998) |  | eredménye(i): |  |  | B (29, 1998)                             |
| Schmidt József      | (1975) |  | eredménye(i): |  |  | A (8, 1975)                              |
| Siroki László       | (2002) |  | eredménye(i): |  |  | E (32, 2001), A (33, 2002)               |
| Somogyi Gábor       | (1998) |  | eredménye(i): |  |  | B (29, 1998)                             |
| Spitzer József      | (1969) |  | eredménye(i): |  |  | A (3, 1969)                              |
| Szabó Áron          | (2004) |  | eredménye(i): |  |  | D (35, 2004)                             |
| Szabó Attila        | (2013) |  | eredménye(i): |  |  | E (42, 2011), A (43, 2012), A (44, 2013) |
| Szabó János Zoltán  | (1995) |  | eredménye(i): |  |  | B (26, 1995)                             |
| Szabó Szilárd       | (1989) |  | eredménye(i): |  |  | E (20, 1989)                             |
| Szabó Zoltán        | (1972) |  | eredménye(i): |  |  | D (5, 1971), A (6, 1972)                 |
| Szakály Marcell     | (2018) |  | eredménye(i): |  |  | B (49, 2018)                             |
| Szalay Sándor       | (1967) |  | eredménye(i): |  |  | A (1, 1967)                              |
| Szalkai Balázs      | (2008) |  | eredménye(i): |  |  | B (39, 2008)                             |
| Szállási Zoltán     | (1982) |  | eredménye(i): |  |  | E (13, 1982)                             |
| Szalontai Zoltán    | (1980) |  | eredménye(i): |  |  | D (11, 1979)                             |
| Széchenyi Gábor     | (2006) |  | eredménye(i): |  |  | E (37, 2006)                             |
| Szekeres Balázs     | (2003) |  | eredménye(i): |  |  | B (34, 2003)                             |
| Szép Jenő           | (1975) |  | eredménye(i): |  |  | E (8, 1975)                              |
| Szokoly Gyula       | (1987) |  | eredménye(i): |  |  | B (18, 1987)                             |
| Szolnoki Lénárd     | (2008) |  | eredménye(i): |  |  | B (38, 2007), E (39, 2008)               |
| Takács László       | (1968) |  | eredménye(i): |  |  | E (2, 1968)                              |
| Takátsy János       | (2014) |  | eredménye(i): |  |  | B (45, 2014)                             |
| Tasnádi Tamás       | (1987) |  | eredménye(i): |  |  | D (17, 1986)                             |
| Téti Miklós         | (2026) |  | eredménye(i): |  |  | E (55, 2025)                             |
| Tichy-Rács Ádám     | (1971) |  | eredménye(i): |  |  | A (5, 1971)                              |
| Tompa Tamás Lajos   | (2017) |  | eredménye(i): |  |  | B (46, 2015), E (47, 2016), A (48, 2017) |
| Toronyi András      | (2022) |  | eredménye(i): |  |  | B (52, 2022)                             |
| Tóth Ábel           | (2021) |  | eredménye(i): |  |  | B (51, 2021)                             |
| Tóth Bálint         | (1999) |  | eredménye(i): |  |  | B (29, 1998)                             |
| Tóth Gábor          | (1983) |  | eredménye(i): |  |  | A (13, 1982)                             |
| Tóth Gábor Zsolt    | (1996) |  | eredménye(i): |  |  | E (27, 1996)                             |
| Tóth Kolos Barnabás | (2026) |  | eredménye(i): |  |  | E (55, 2025)                             |
| Tóth Sándor         | (2003) |  | eredménye(i): |  |  | A (33, 2002), B (34, 2003)               |
| Urbán Péter         | (1993) |  | eredménye(i): |  |  | B (24, 1993)                             |
| Vankó Péter         | (1977) |  | eredménye(i): |  |  | B (9, 1976), B (10, 1977)                |
| Varga Ádám          | (2011) |  | eredménye(i): |  |  | B (40, 2009), A (41, 2010), E (42, 2011) |
| Varga Dezső         | (1995) |  | eredménye(i): |  |  | A (26, 1995)                             |
| Varga Vázsony       | (2021) |  | eredménye(i): |  |  | B (51, 2021)                             |
| Varjas Dániel       | (2005) |  | eredménye(i): |  |  | B (36, 2005)                             |
| Varjú Katalin       | (1992) |  | eredménye(i): |  |  | D (23, 1992)                             |
| Varjú Péter         | (2001) |  | eredménye(i): |  |  | E (32, 2001)                             |
| Várkonyi Péter      | (1997) |  | eredménye(i): |  |  | E (28, 1997)                             |
| Vasy András         | (1988) |  | eredménye(i): |  |  | D (18, 1987)                             |
| Végh Dávid          | (1998) |  | eredménye(i): |  |  | B (29, 1998)                             |
| Veres Gábor         | (1993) |  | eredménye(i): |  |  | A (24, 1993)                             |
| Vigh Máté           | (2004) |  | eredménye(i): |  |  | B (34, 2003), E (35, 2004)               |
| Virosztek Attila    | (1976) |  | eredménye(i): |  |  | B (8, 1975), D (9, 1976)                 |
| Vladár Károly       | (1974) |  | eredménye(i): |  |  | B (7, 1974)                              |
| Wang Daqian         | (2010) |  | eredménye(i): |  |  | E (40, 2009), A (41, 2010)               |
| Werner Miklós       | (2007) |  | eredménye(i): |  |  | E (38, 2007)                             |
| Zaránd Gergely      | (1987) |  | eredménye(i): |  |  | B (18, 1987)                             |
| Zawadowski Ádám     | (1998) |  | eredménye(i): |  |  | B (29, 1998)                             |
| Zimányi Gergely     | (1976) |  | eredménye(i): |  |  | R (9, 1976)                              |